# Isla de São Vicente

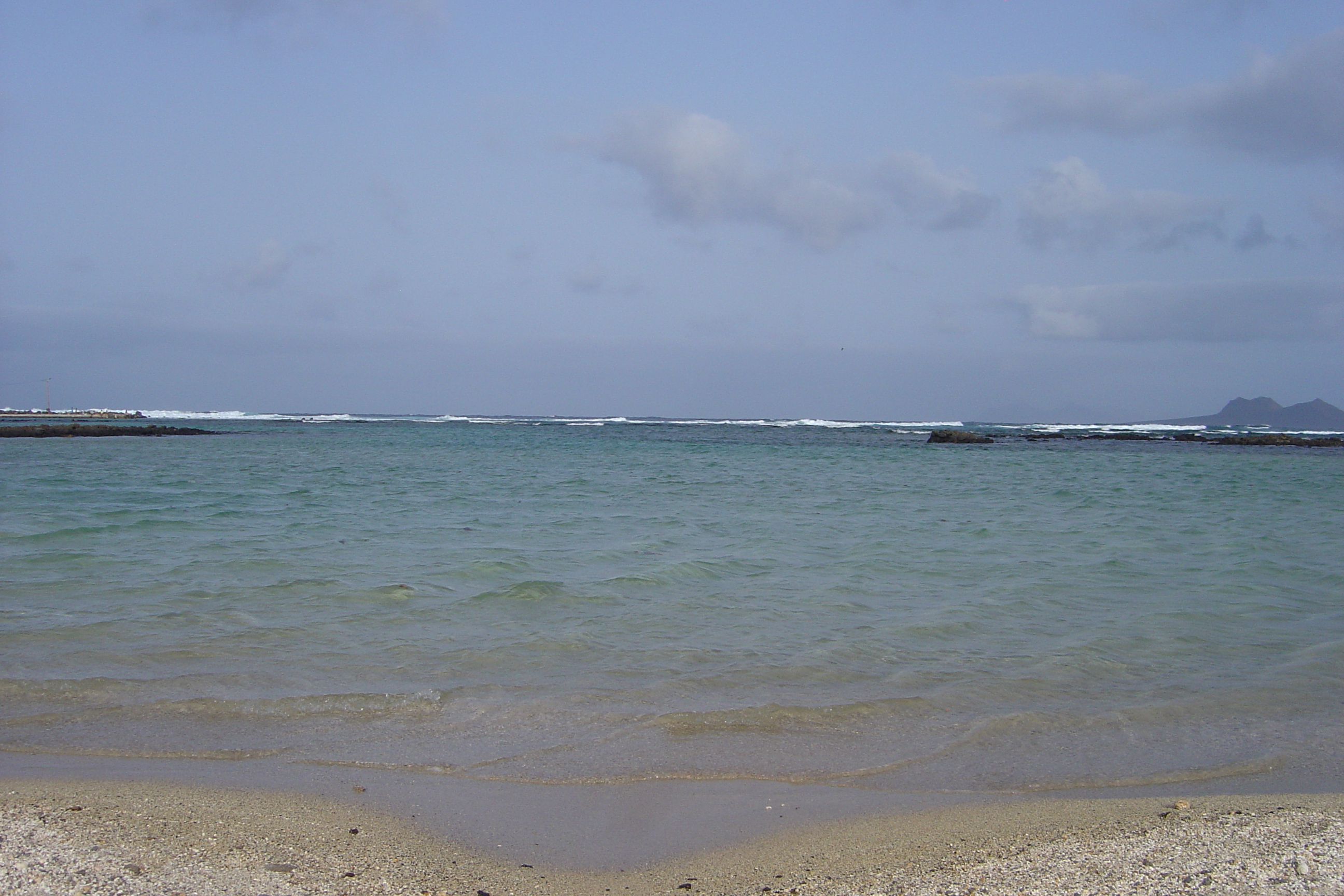
Baía das Gatas.

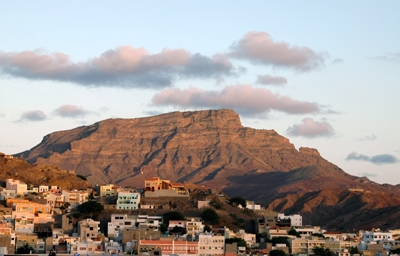
El Monte Verde es la mayor elevación de la isla.

São Vicente (en criollo caboverdiano Sanvicente o Soncente) es la segunda isla más poblada de Cabo Verde. Forma parte del grupo de islas de Barlovento, en el noroeste del archipiélago. El canal de São Vicente la separa de la isla vecina de Santo Antão. El Aeropuerto Internacional Cesária Évora se localiza al sur de la ciudad de Mindelo, la capital de la isla y segunda mayor ciudad del país, donde se concentra el 92% de los 76.140 habitantes empadronados en la isla. Mindelo es considerada la capital cultural de Cabo Verde. 
El clima árido de la isla provoca que la principal fuente de ingresos de la isla sea la pesca y el turismo, siendo el principal punto de conexión con el exterior Porto Grande, un importante puerto marítimo. 
La gastronomía de São Vicente presenta muchos platos típicos siendo el marisco la base de la comida local. Además de la conocida "cachupa", destaca el arroz con marisco y el guiso de percebes.
La isla también es conocida por el Festiva del Música de la Baía das Gatas ― que tiene lugar durante el primer fin de semana de luna llena del mes de agosto ― además de por ser la tierra natal de la famosa cantante Cesária Évora.

## Geografía
La isla de São Vicente posee una superficie de 227 km². La longitud de este a oeste es de 24 kilómetros mientras que de norte a sur es algo más estrecha, presentando una longitud máxima de 16 km. Esta superficie la convierte en la séptima mayor isla del país o la cuarta menor. 
Pese a ser de origen volcánica la isla es relativamente plana, especialmente en el área central, la zona oriental de Calhau y la zona norte de la Baía das Gatas. El punto más alto de la isla es el Monte Verde con 747 m de altitud. Otras elevaciones significativas son el Monte Cara ― así nombrado porque recuerda a un rostro humano mirando al cielo (489 m en el pico del "queixo" (mentón), 485 m en la punta de la "nariz", estando la mayor elevación de la formación montañosa en el pico de Fateixa, hacia el oeste, con 567 m de altitud), el conjunto Madeiral/Topona (675 m y 696 m, respectivamente) y Tope de Caixa (535 m).
A pesar de la fuerte erosión, aún son bien visibles algunos cráteres de volcanes como el volcán Viana, en el este de la isla, y la propia bahía de Porto Grande. 
El área urbana de Mindelo se encuentra en la zona noroccidental de la isla. Las playas de arena blanca de la Baía das Gatas, Calhau y São Pedro son las más frecuentadas por turistas y locales. La isla carece casi por completo de vegetación, salvo en la zona alta de Monte Verde, donde crecen especies autóctonas y está protegida como Parque natural, habiendo sido efectuado un plan de reforestación de acacias a lo largo del barranco de São Pedro (que es atravesado por la carretera que une Mindelo con el aeropuerto de São Pedro). 
El clima es tropical seco, rondando los 24 °C de temperatura media del aire. La temperatura del agua del mar oscila, durante el año, entre los 12 °C y los 25 °C. Debido a su localización geográfica las estaciones se dividen en dos, la estación seca, que discurre de noviembre a julio que es cuando soplan los vientos alisios; y la estación húmeda que discurre de agosto a octubre. Es en esta última en la que se producen las escasas precipitaciones que tiene lugar en la isla.

## Historia
Descubierta el día de San Vicente (22 de enero) de 1462 por el navegante portugués Diogo Gomes, escudero del príncipe Fernando, a quien terminaría perteneciendo como donación de Juan II. La isla fue en un principio otorgada a los Duques de Viseu, que a pesar de ello, no llevaron a cabo la ocupación y población, situación que se mantuvo hasta que por herencia, pasó a manos de Manuel I. 
Debido a la falta de agua, la isla se mantuvo durante muchos años relegada a ser un humilde lugar de pastos para el ganado de algunos habitantes de la vecina Santo Antão. 

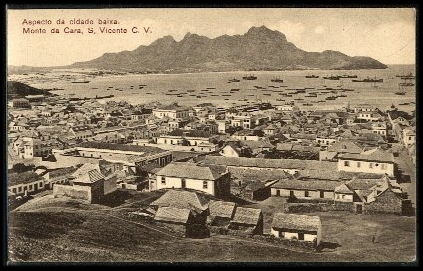
Mindelo a principios del

São Vicente sería la última isla del archipiélago en ser poblada. En 1838 se estableció un depósito de carbón para el abastecimiento de los navíos que se encontraban en ruta por el Atlántico. De esta forma, se fueron concentrando pobladores en la bahía de Porto Grande, fundándose la ciudad de Mindelo. Con la expansión del vapor en la segunda mitad del siglo XIX, São Vicente tuvo un cierto desarrollo, con diversos depósitos de carbón ingleses funcionando y decenas de barcos arribando a sus costas para abastecer sus motores. 
La isla se convirtió en escala obligatoria en medio del Atlántico para navíos de todo el mundo y marineros de varias nacionalidades confraternizaban en las tabernas y cafés de la ciudad. En esa época, la ciudad se convirtió en un importante centro cultural y cosmopolita donde la música, la literatura y el deporte eran practicados con asiduidad por sus habitantes. La importancia que adquirió la ciudad llevó a que las autoridades portuguesas se plantearan trasladar a Mindelo la capital de Cabo Verde. 
El ciclo de bonanzas duró solo unas cuantas décadas, pues a principios del siglo XX el carbón fue sustituido por el diésel como combustible de los navíos y el importante puerto de la isla perdió su importancia, pasando a ser sustituido por las Canarias y por Dakar. Más tarde, la isla volvió a adquirir importancia como punto de unión atlántica a través de los cables submarinos de telégrafos. En 1874 se instalaron los cables de la Western Telegraph Company, uniendo la playa de Matiota, en la isla de São Vicente, con Madeira y con Brasil. En 1886 Cabo Verde fue unido a África y Europa a través de otro cable submarino. 
De su época dorada, la ciudad de Mindelo conserva un centro histórico relativamente bien preservado, donde predomina la arquitectura colonial, siendo un buen ejemplo de ello el Palácio do Governador. El Liceu Nacional Infante D. Henrique (actual Escuela Jorge Barbosa), inaugurado en 1921, tuvo enorme importancia en el desarrollo de la conciencia nacional cabo-verdiana, habiendo estudiado en él muchos de los padres de la independencia nacional, incluyendo a Amílcar Cabral y al actual Presidente de la República Pedro Pires.

## Demografía
La población de São Vicente asciende, según el censo de 2010, a 76.140 habitantes, con apenas un 5% en el medio rural. La isla de São Vicente es, por lo tanto, la isla más urbanizada de Cabo Verde, siendo la tasa de urbanización del 97%, muy por encima de la media nacional que está en el 54%. La densidad poblacional es de 296 habitantes por kilómetro cuadrado.

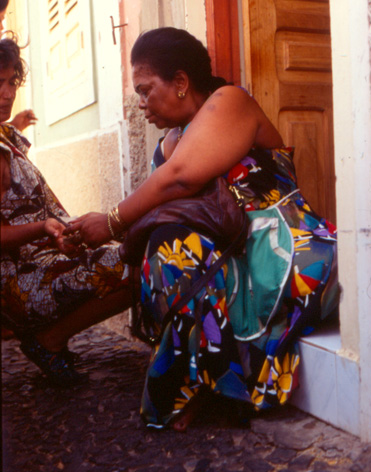
Cesária Évora es oriunda de São Vicente.

La tasa anual de crecimiento demográfico es de cerca del 2,7%, siendo también superior a la media nacional (2,4%). La esperanza de vida en el año 2013 se sitúa en 70,2 años para los hombres y 79,5 para las mujeres, en evidente contraste con la abrumadora mayoría de los demás países africanos, donde la media de esperanza de vida no va más allá de los 56 años. La tasa de mortalidad infantil es también relativamente baja, con 46 fallecimientos por cada 1000 nacimientos. 
La población de la isla es en su mayor parte joven, siendo el 66% del total menor de 30 años, mientras que los mayores de 60 años solo suponen el 8,6% del total. Existen cerca de 16 mil familias residentes en la isla, con una media de 4 personas por núcleo familiar, ligeramente por debajo de la media nacional, que se sitúa en 5. El 56% de las familias poseen casa propia y el 30% vive en casas de alquiler. 
Cerca del 11% de las familias de la isla poseen automóvil propio, aunque la media nacional se sitúa en el 7,4%. El censo de 2000 también arroja el dato de que São Vicente es la isla con más núcleos familiares pertenecientes a las clases medias y altas (58%). El 7,7% posee un nivel de confort muy alto, prácticamente el doble de la media nacional pero por debajo de la isla de Sal con el 8,8%. 
Pese a que la lengua oficial del país es el portugués, el criollo caboverdiano es usado habitualmente por la mayor parte de la población de São Vicente. Existe una variante local de criollo, también denominado Kriol, que sirve de referencia para todas las islas de Barlovento.

## Subdivisiones
La isla está organizada en un único municipio, que incluye también a la isla vecina de Santa Lucía, que está deshabitada. El Concejo de São Vicente está formado por una única parroquia: Nossa Senhora da Luz. El "Dia do Município" es el 22 de enero, conmemorando la fecha del descubrimiento de la isla. 
Otras localidades reseñables del concejo son: Baía das Gatas, Calhau, Salamansa y la aldea de pescadores de São Pedro.

## Economía

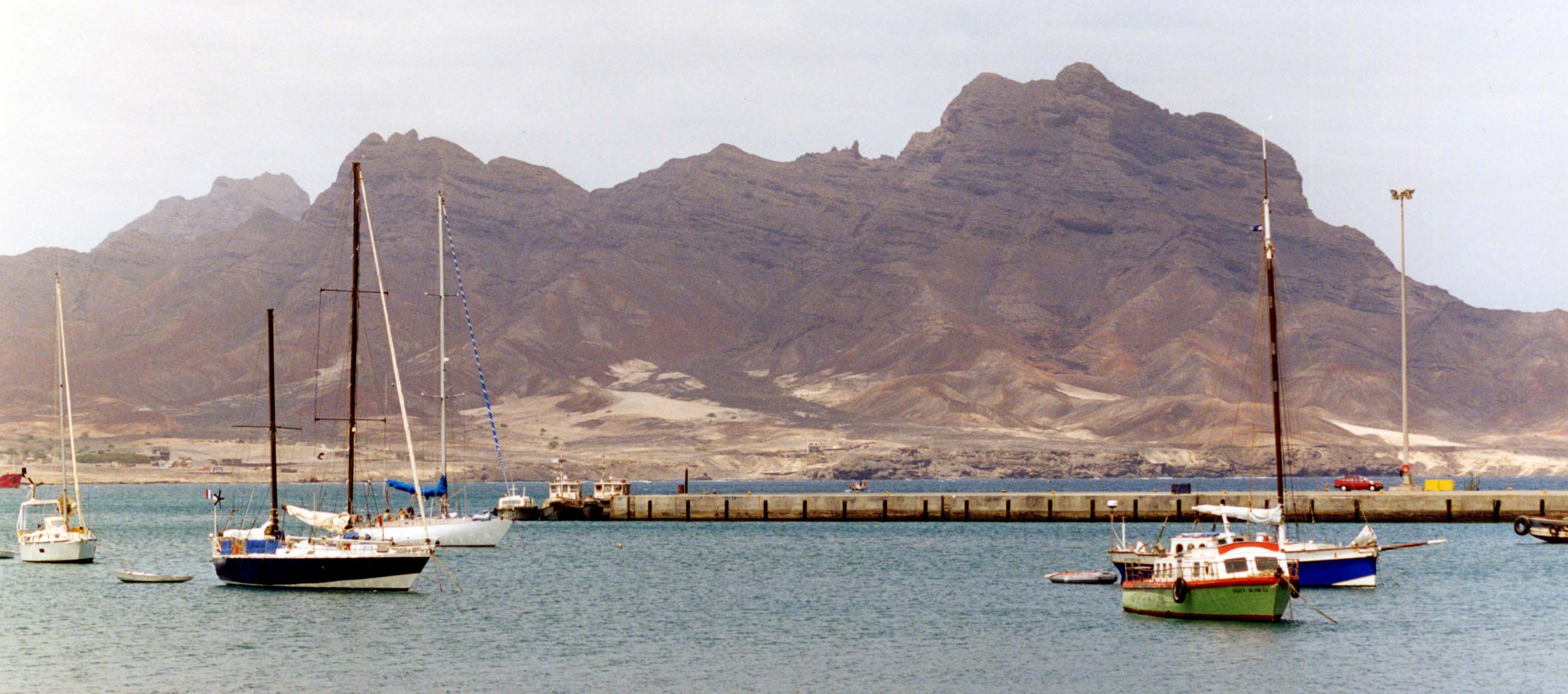
Vista parcial de la bahía de Porto Grande con el Monte Cara al fondo.

La economía de la isla siempre se ha basado en el comercio y los servicios. Debido a la falta de lluvias, la agricultura es de subsistencia. La pesca tiene alguna relevancia, pero presenta condiciones para ser una actividad de mayor importancia, no solo por las capturas ― especialmente de langosta ―, sino también por las industrias derivadas: conservas, secado y salado de pescado y la construcción naval. 
Porto Grande es el principal puerto de Cabo Verde, por donde pasa gran parte de las importaciones del país. Está dotado de una Terminal de contenedores y de instalaciones de frío así como silos que facilitan el trasbordo de cargas. También existe una moderna planta desalinizadora de agua de mar para el consumo público así como astilleros navales. 
En el sector industrial, la isla presenta mucha mano de obra, aunque está poco cualificada, debido al éxodo de habitantes de otras islas hacia São Vicente. Cerca del 27% de la población empleada ejerce profesiones que no requieren de cualificación. Los empleados altamente cualificados ― generalmente altos cargos de empresas y de la administración pública ― no llegan al 2% de las profesiones ejercidas. Destaca mientras tanto una mayor participación de las mujeres são–vicentinas en los puestos de decisión si se compara con la media nacional
Según el censo de 2000, São Vicente es la isla que presenta una mayor tasa de desempleo del país ― 23 % ― mientras que la media nacional se encuentra en el 17%. El desempleo afecta más a las mujeres que a los hombres. El polígono industrial de la isla ― Zona Industrial do Lazareto ― concentra diversas fábricas, especialmente de capital extranjero, en las actividades de calzado, confección y transformación de capturas pesqueras. 
En los últimos años, el Centro Nacional de Artesanía de Mindelo ha venido apoyando a los artesanos locales, especialmente en la producción y comercialización de piezas de cerámica, artículos hechos con cáscaras de coco y collares de concha y piedras. 
São Vicente tiene una gran tradición deportiva, surgiendo generalmente la afición en esta isla para luego trasladarse a otras zonas del país. El windsurf, por ejemplo, cuenta con excelentes condiciones para su práctica. La playa de São Pedro está considerada una de las mejores playas para la práctica de este deporte, como han declarado varios campeones mundiales de esta modalidad deportiva. El ciclismo, los paseos a pie y la Hípica son buenas formas para conocer la isla. La influencia inglesa en la isla aún es visible, especialmente en la práctica del golf, existiendo un excelente campo de golf de 18 hoyos. 
Por estas razones, el turismo presenta óptimas perspectivas de crecimiento en la isla, tal y como ocurre en el resto del archipiélago de Cabo Verde.
Las conexiones entre las diversas localidades de las islas están servidas por un sistema de transportes públicos servido por cinco empresas privadas: Transcor.SA, Transporte Morabeza, Transporte Alegría, Amizade, Sotral y Automindelo. No obstante, especialmente para las localidades más distantes de la ciudad de Mindelo, generalmente Baía das Gatas, Calhau, São Pedro, es común el alquiler de taxis y de autobuses.

## Educación
El 54% de la población de São Vicente tiene como nivel de instrucción el llamado Ensino Básico Integrado (Enseñanza básica de seis años de duración) y el 24% posee estudios secundarios. El analfabetismo es aún elevado, afectando al 19% de la población con edad superior o igual a 14 años, pese a que se encuentra por debajo de la media nacional, estimada en el 25%.
La situación de la enseñanza en São Vicente es la siguiente (datos relativos al año lectivo 2002-2003): 
- Preescolar': 25 guarderías, en su mayoría de carácter privado, con casi 2600 niños de edades comprendidas entre los 1 y 6 años matriculados.

- Ensino Básico Integrado (1.º año al 6.º año): 11 mil alumnos distribuidos por 225 clases, con un cuerpo de 379 docentes.

- Enseñanza Secundaria (7.º año al 12.º año): 8 mil alumnos distribuidos por 146 clases y con 384 profesores.

- Enseñanza Superior: São Vicente es la isla que posee la mayor proporción de individuos matriculados en cursos de enseñanza superior (1,7% contra el 1,1% del nivel nacional). Existe un instituto superior del Estado ― el Instituto Superior de Ingeniería y Ciencias del Mar (ISECMAR) ― y dos privados ― el Instituto Superior de Ciencias Económicas y Empresariales (ISCEE) y el Instituto de Estudios Superiores Isidoro da Graça (IESIG).

El sector privado ha demostrado una gran dinámica en el área de la educación, incluyendo a instituciones religiosas que regentan varios centros de estudios preescolares, de nivel básico y superior. La expansión de la enseñanza superior, verificada en los últimos años, con la creación de nuevos centros, constituye una valorización del sector de la Educación proporcionada por las oportunidades generadas por el desarrollo de la isla y del país. 

## Sanidad

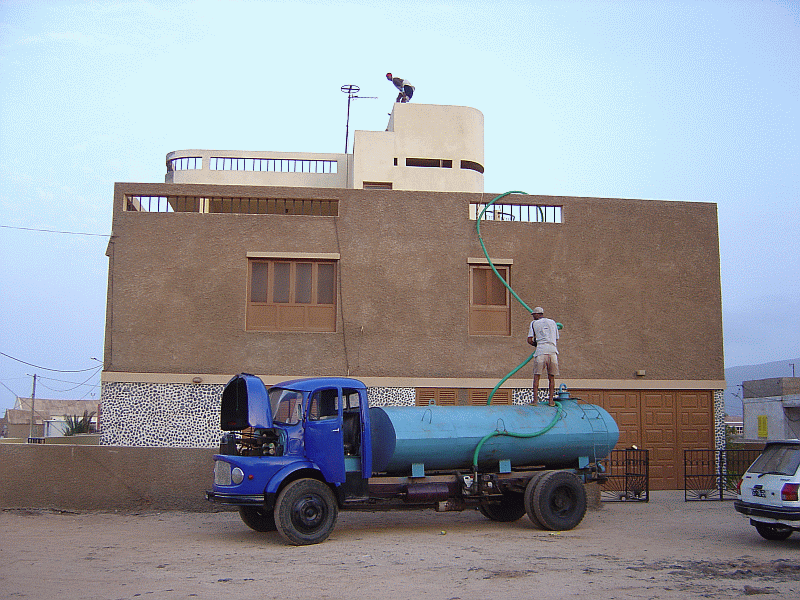
Deposito de agua en la bahía de la isla

Cerca de la mitad de las familias de la isla tienen acceso al agua potable a través de una red pública, proporción superior a la media nacional que se sitúa en el 25%. La población no conectada a las redes de distribución se abastece principalmente de camiones cisterna. São Vicente es la isla con mayor cobertura de alcantarillado que ya alcanza al 45% de las familias. En 2005 se encontraban en fase de conclusión diversos proyectos de conexión de redes de alcantarillado en los barrios más pobres, contribuyendo decisivamente con la salud pública. 
El sistema de sanidad de la isla se ha beneficiado de grandes progresos durante las últimas dos décadas, gracias no solo a las inversiones del gobierno, sino también como resultado de las relaciones de cooperación con algunos municipios e instituciones portuguesas, especialmente el Ayuntamiento de Oeiras y la Fundación Calouste Gulbenkian. Gracias a esa cooperación, en los últimos años el Hospital Baptista de Sousa, de São Vicente, pasó a disponer de un servicio completo de cardiología y de una unidad de cuidados intensivos, ambos equipados con equipos modernos. Además del hospital central, en la isla hay otros dos centros de salud, una delegación de sanidad, tres unidades sanitarias básicas y dos centros del Programa Materno-Infantil e de Planeamento Familiar (PMI-PF) (Programa Materno-Infantil y de Planificación Familiar).

## Cultura
São Vicente ha sido desde siempre una isla fértil culturalmente hablando. La ciudad de Mindelo está considerada la capital cultural de Cabo Verde y su vida nocturna es famosa por los bares animados con música en vivo, en los cuales se inició, por ejemplo, la carrera de Cesária Évora. Además de la música, el teatro también ha ocupado un lugar importante en la oferta cultural são-vicentina. 

### Música
La música caboverdiana ocupa una posición principal en la cultura de São Vicente. Los géneros más significativos son la morna y la coladeira. De entre los varios músicos cabo-verdianos oriundos de esta isla, destacan: 
- Antoninho Travadinha, violinista
- Cesária Évora, cantante, reina de la morna, también conocida como "la diva de los pies descalzos"
- Luís Morais (1934-2002), compositor, flautista, saxofonista y clarinetista, fundador de la "Escola Musical do Mestre Luís Morais"
- Vasco Martins, compositor
- Manuel de Novas (1938-2009), poeta y compositor

### Literatura
São Vicente fue también un importante centro del movimiento literario Claridade, en el cual varios escritores alcanzaron la fama, en aquel que es considerado el periodo de génesis de la literatura cabo-verdiana. De los escritores y poetas são-vicentinos, los más conocidos son:
- Corsino Fortes (1933), escritor
- Manuel Lopes (1907-2005), escritor, fundador de la revista Claridade
- Ovídio Martins (28 de agosto de 1928, poeta
- Sérgio Frusoni (10 de agosto de 1901-29 de mayo de 1975), poeta
- Germano Almeida (1945), escritor
- Onésimo Silveira (10 de febrero de 1935), poeta, diplomático y activista político

### Otros
La cultura de São Vicente destaca además en otras áreas como las artes plásticas, principalmente la pintura y la artesanía, como Bela Duarte. También está João Cleofas Martins, fotógrafo y humorista.